# 曽坪消防署
曽坪消防署（チュンピョンしょうぼうしょ）は忠清北道消防本部所属の消防署である。

## 管轄区域
- 曽坪郡

## 沿革
- 1994年5月21日 - 槐山郡、鎮川郡を管轄として開署。
- 2003年8月30日 - 槐山郡から曽坪邑、道安面が曽坪郡に分離したのに伴い、曽坪郡が管轄に加わる。
- 2005年10月21日 - 鎮川消防署開署に伴い、鎮川郡を管轄から外す。
- 2014年 -  槐山消防署開設に伴い、 槐山郡を管轄から外す。

## 119安全センター
| 119安全センター     | 住所                     | 管轄区域 | 地域隊 |
| ------------------- | ------------------------ | -------- | ------ |
| 中央119安全センター | 曽坪郡曽坪邑忠清大路1789 | 曽坪郡   | 道安   |